# Коларовицький потік
Коларовицький потік (словац. Kolárovický potok) — річка в Словаччині; ліва притока Петровічки. Протікає в окрузі Битча.
Довжина — 11.2 км. Витікає в масиві Яворники на висоті 785 метрів.
Протікає територією сіл Коларовиці і Петровиці. Впадає у Петровічку на висоті 345 метрів.